# Sceliages hippias
Sceliages hippias är en skalbaggsart som beskrevs av John Obadiah Westwood 1844. Sceliages hippias ingår i släktet Sceliages och familjen bladhorningar. Inga underarter finns listade i Catalogue of Life.

## Bildgalleri

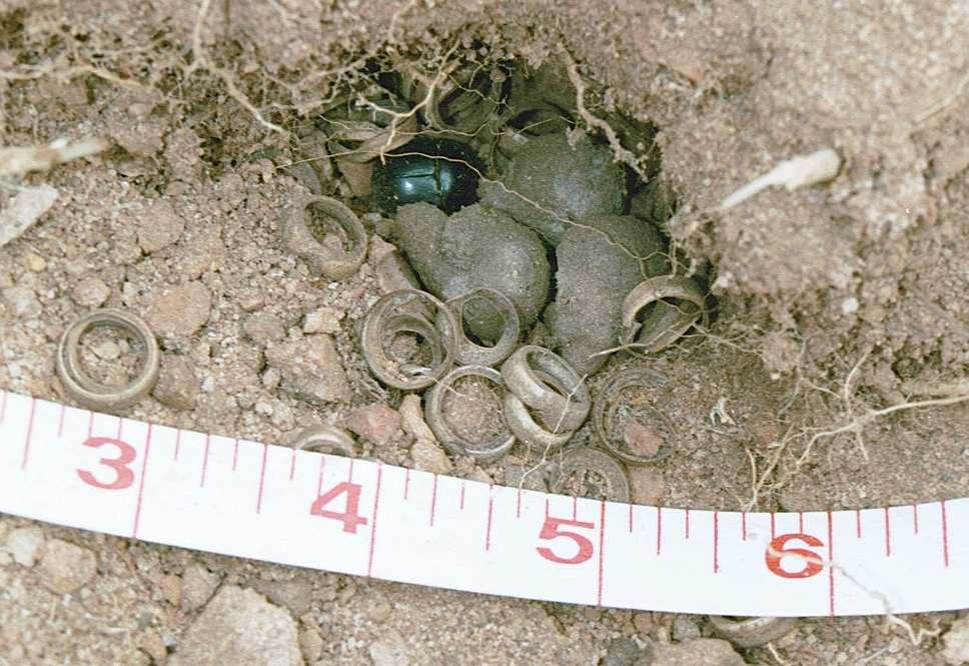
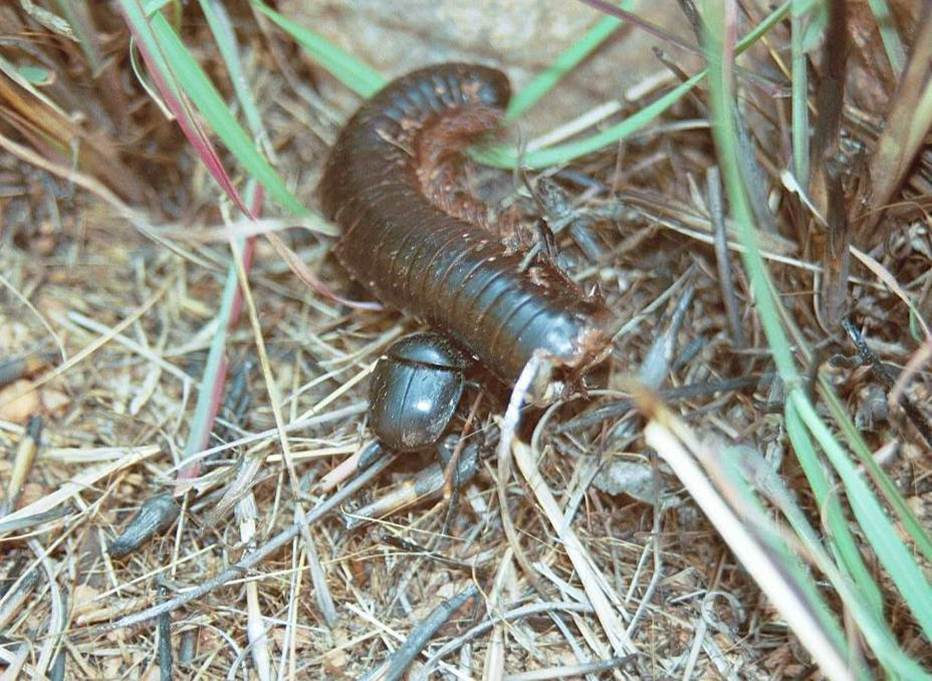
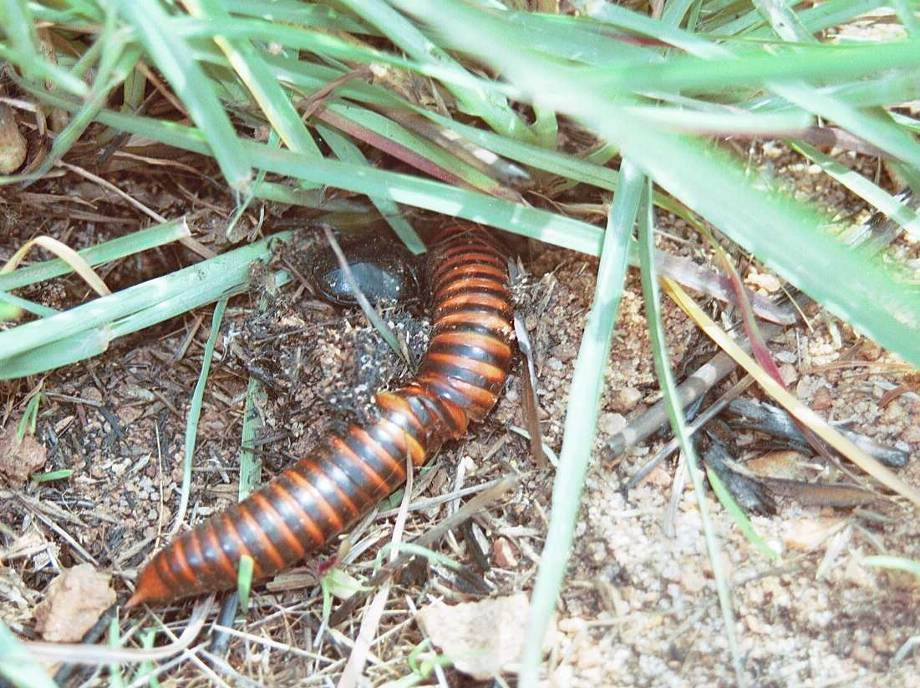
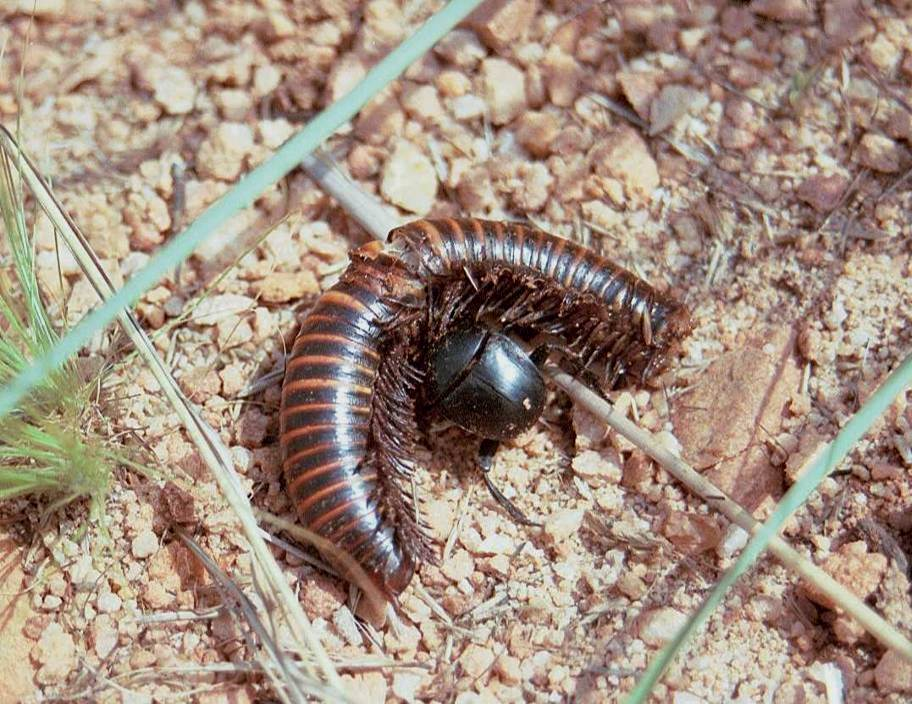